# La Vie à l'endroit
Pour l’article homonyme, voir La vie à l'endroit.
La Vie à l'endroit est une émission documentaire de télévision française, animée par Mireille Dumas, diffusée sur France 2 pendant trois saisons, de septembre 1997 à juin 2000. 
Cette émission se proposait de montrer les instants exceptionnels de la vie quotidienne des Français. Forte de son succès, « La vie à l'endroit » aura le droit aux honneurs de la diffusion en première partie de soirée à plusieurs reprises.